# Acacia bussei
Acacia bussei là một loài thực vật có hoa trong họ Đậu. Loài này được Sjostedt miêu tả khoa học đầu tiên.